# Соловей, Фёдор Фёдорович
Фёдор Фёдорович Солове́й (род. 1923, Дудковка, Днепропетровский округ) — советский партийный деятель, 1-й секретарь нескольких райкомов КПУ, председатель партийной комиссии при Днепропетровском обкоме КПУ. Депутат Верховного Совета УССР 6-го созыва.

## Биография
Родился в 1923 году в селе Дудковка (ныне Магдалиновского района Днепропетровской области) в крестьянской семье.
С января 1942 года — в Красной армии, курсант Киевского артиллерийского училища. Участник Великой Отечественной войны. С августа 1942 года служил командиром 2-й батареи 30-го гвардейского миномётного дивизиона 23-го гвардейского миномётного полка 13-го гвардейского стрелкового корпуса Северо-Западного, Донского, Сталинградского, Южного фронтов; начальником штаба 1-го дивизиона 23-го гвардейского минометного полка 4-го Украинского фронта. Гвардии лейтенант и гвардии капитан.
Член ВКП(б) с 1943 года.
После демобилизации находился на ответственной советской и партийной работе в Магдалиновском и Перещепинском районах Днепропетровской области.
С середины 1950-х до 1962 года — 1-й секретарь Криничанского районного комитета КПУ Днепропетровской области.
В 1962—1965 годах — начальник Софиевского производственного колхозно-совхозного управления Днепропетровской области.
С 1965 по август 1969 года — 1-й секретарь Криворожского районного комитета КПУ Днепропетровской области.
С 26 сентября 1969 года — председатель партийной комиссии Днепропетровского областного комитета КПУ.
Затем на пенсии в городе Днепропетровске.

## Награды
- Орден Трудового Красного Знамени (26.02.1958);
- Орден Отечественной войны 1-й степени (6.04.1985);
- Орден Отечественной войны 2 степени (10.02.1943);
- Орден Красной Звезды (20.05.1944);
- Медаль «За оборону Сталинграда».